# The Ultimate Fighter: Team GSP vs. Team Koscheck Finale
The Ultimate Fighter: Team GSP vs. Team Koscheck Finale, aussi mentionné comme The Ultimate Fighter 12 Finale est un événement de mixed martial arts qui a été tenu par l'Ultimate Fighting Championship au Palms casino-resort de Las Vegas, Nevada, États-Unis le 4 décembre 2010. Cette carte a vu s'affronter les deux finalistes de la saison 12 du show télévisé The Ultimate Fighter. Ce show a aussi intégré de nombreux combattants ayant participé au TUF.

## Arrière-plan
Leonard Garcia devait affronter Tyler Toner, mais il a en fait affronté  Nam Phan. Ce fut le premier événement de l'UFC qui intégra les catégories de poids légères du WEC. Stephan Bonnar vs Igor Pograniak était le combat principal de la soirée. Jonathan Brookins a remporté la saison 12 de The Ultimate Fighter. Cet événement fut aussi marqué par la décision très controversée qui attribua la victoire à Garcia contre Nam Phan.

## Carte Officielle[3]

### Carte principale
- Light Heavyweight:  Stephan Bonnar vs.  Igor Pokrajac

Bonnar bat Pokrajac par décision unanime (29-26, 29-26, 29-26).
- Lightweight: Jonathan Brookins vs.  Michael Johnson

Brookins bat Johnson par décision unanime (29-28, 29-28, 29-28).
- Middleweight:  Demian Maia vs.  Kendall Grove

Maia bat Grove par décision unanime (29-28, 29-28, 29-28).
- Welterweight:  Johny Hendricks vs.  Rick Story

Story bat Hendricks par décision unanime (29-28, 29-28, 29-28).
- Featherweight:  Nam Phan vs.  Leonard Garcia

Garcia bat Phan par décision partagée (29-28, 27-30, 29-28).

### Carte préliminaire
- Lightweight:  Cody McKenzie vs.  Aaron Wilkinson

McKenzie bat Wilkinson par soumission (guillotine choke) à 2:03 du round 1.
- Featherweight:  Tyler Toner vs.  Ian Loveland

Loveland bat Toner par décision unanime (30-27, 30-26, 29-28).
- Lightweight:  Sako Chivitchian vs.  Kyle Watson

Watson bat Chivitchian par décision unanime (30-27, 30-27, 29-28).
- Bantamweight:  Will Campuzano vs  Nick Pace

Pace bat Campuzano par soumission (pace choke) à 4:32 of round 3.
- Featherweight:  Fredson Paixão vs.  Pablo Garza

Garza bat Paixão par KO (coup de genou sauté) à 0:51 of round 1.
- Middleweight:  Rich Attonito vs.  Dave Branch

Branch bat Attonito par décision unanime (30-27, 30-27, 30-27)